# Hidemi Miyashita
Hidemi Miyashita, jap. 宮下日出海 (ur. 11 maja 1957) – japoński sztangista, olimpijczyk (1984). Startował w wadze muszej (do 52 kg).

## Osiągnięcia

### Letnie igrzyska olimpijskie
- Los Angeles 1984 – 4. miejsce (waga musza)

### Mistrzostwa świata
- Los Angeles 1984 – 4. miejsce (waga musza) – mistrzostwa rozegrano w ramach zawodów olimpijskich